# Jurij Nikolaevič Bogdanovič
Jurij Nikolaevič Bogdanovič, in russo Юрий Николаевич Богданович? (Nikol'skoe, 1º aprile 1849 – Šlissel'burg, 18 luglio 1888), è stato un rivoluzionario russo.
Aderente alla Narodnaja Volja, partecipò all'omicidio dello zar Alessandro II.

## Biografia
Nato in una famiglia nobile, lavorò come geometra a Velikie Luki nell'oblast' di Pskov. Nel 1871 s'iscrisse all'Accademia medica di San Pietroburgo, che lasciò nel 1873 senza essersi laureato, per dedicarsi all'attività politica. Con Vera Figner fu attivo nel proselitismo rivoluzionario tra i contadini dell'oblast' di Saratov.
Nel 1876 aderì alla nuova Zemlja i Volja partecipando a Pietroburgo, il 6 dicembre, alla manifestazione di operai e studenti sulla piazza della Madonna di Kazan', nella quale per la prima volta fu esibita la bandiera rossa della Zemlja i Volja. Con la scissione di Zemlja i Volja, nel 1879 fu costituita l'organizzazione Narodnaja Volja, che sosteneva la necessità della lotta politica e sociale attraverso il ricorso al terrorismo. Nel 1880 Bogdanovič ne divenne membro del Comitato esecutivo e partecipò all'organizzazione dell'attentato allo zar Alessandro II.

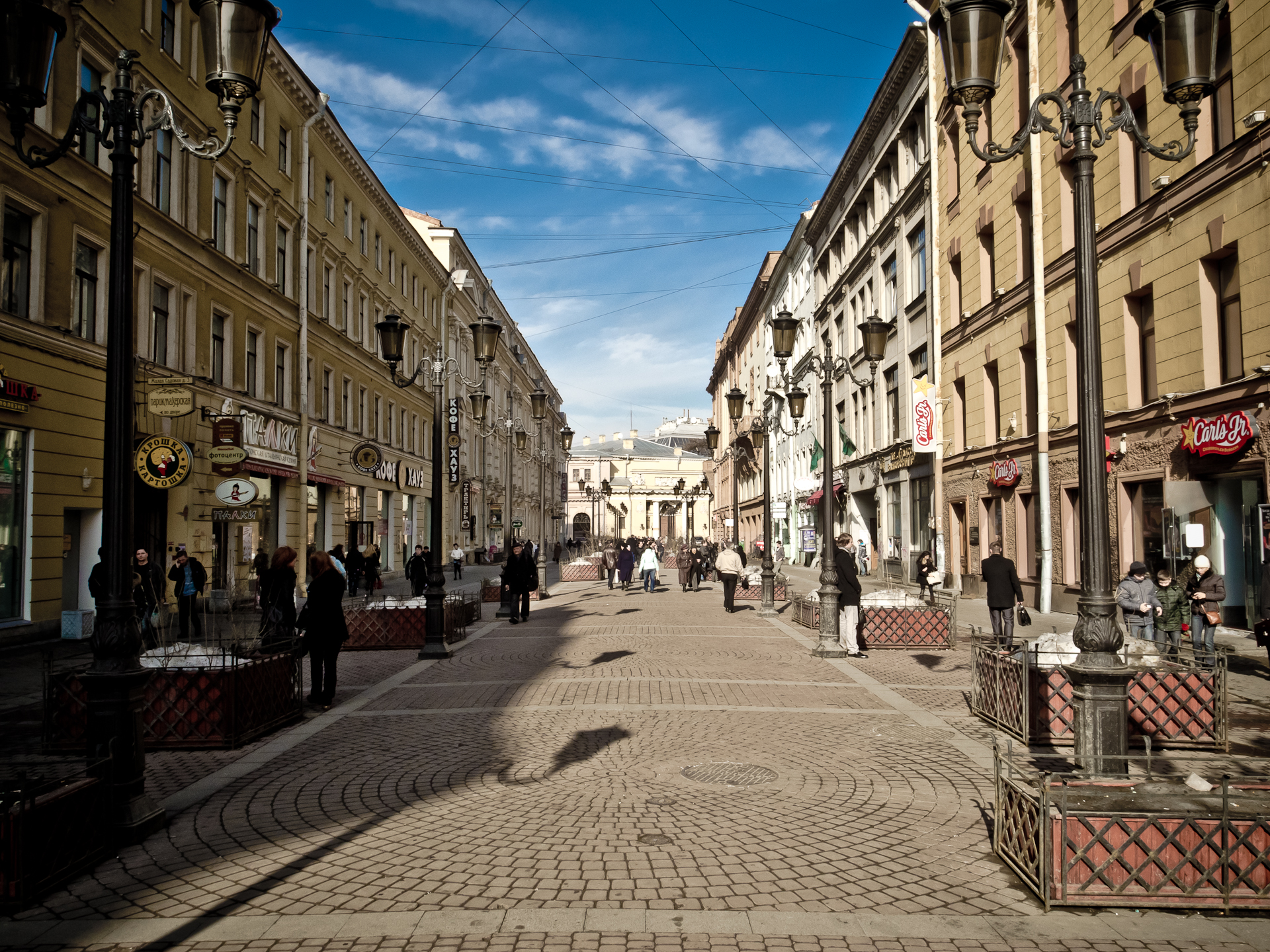
Via Malaja Sadovaja

A questo scopo, sotto il nome di Kobozev, nei primi del 1881 affittò con Anna Jakimova un negozio nella via Malaja Sadovaja di Pietroburgo, da cui fu scavato un tunnel che giungeva nel centro della strada per piazzarvi una carica di esplosivo da far esplodere quando, come ogni domenica, vi sarebbe passato lo zar. Il negozio fu perquisito il 28 febbraio, ma il tunnel non fu scoperto. Il giorno previsto, il 13 marzo, il corteo dello zar non passò per quella via, ma Alessandro II fu egualmente ucciso dalla bomba lanciata da Grinevickij.
Sfuggito alle retate della polizia, Bogdanovič continuò l'attività cospirativa recandosi in Siberia per lavorare nella Croce rossa della Narodnaja Volja, un'organizzazione che preparava i piani di fuga dei prigionieri politici. Nadežda Golovina collaborò con lui alla liberazione di Sof'ja Bardina.
Il 15 maggio 1882 fu arrestato a Mosca. Processato nell'aprile del 1883, fu condannato a morte, ma il 28 maggio la condanna fu commutata nei lavori forzati a vita ed egli morì di tubercolosi nella fortezza di Šlissel'burg il 18 luglio 1888.